# Inicijativa za REKOM
Inicijativa za REKOM (alb. Nisma për KOMRA; boš./crnog. Inicijativa za REKOM; engl. Initiative for RECOM; mak./srp. Иницијатива за РЕКОМ; slov. Pobuda za REKOM), punoga naziva Inicijativa za osnivanje Regionalne komisije za utvrđivanje činjenica o ratnim zločinima i drugim teškim povredama ljudskih prava počinjenim na teritoriju bivše SFR Jugoslavije od 1. siječnja 1991. do 31. prosinca 2001. godine, bila je inicijativa koju su sporazumno trebale osnovati države na području nekadašnje Socijalističke Federativne Republike Jugoslavije.
Inicijativa za REKOM je u javnosti zastupljena preko REKOM mreže pomirenja (do 2019. Koalicija za REKOM), koja predstavlja najveću mrežu nevladinih organizacija (više od 2.200 članica) na prostorima država nastalih iz raspada SFR Jugoslavije. REKOM mreža pomirenja je 2019. odustala od daljnjeg inzistiranje prema državama sljednicama SFRJ na osnivanju međuvladine komisije. Tom prilikom je preuzela brigu i odgovornost da sama izradi poimenični popis žrtava ratova nastalih raspadom SFR Jugoslavije. Koordinatorica REKOM mreže pomirenja je Nataša Kandić. 

## Povijest
Regionalna komisija za utvrđivanje činjenica o ratnim zločinima i drugim teškim povredama ljudskih prava počinjenim na teritoriji bivše SFR Jugoslavije od 1. siječnja 1991. do 31. prosinca 2001. godine (REKOM) je trebala biti službena, međudržavna komisija koju su trebale zajednički osnovati sljednice nekadašnje SFR Jugoslavije. Kao vansudsko tijelo, REKOM je trebao imati zadatak da utvrdi činjenice o svim ratnim zločinima i drugim teškim kršenjima ljudskih prava u vezi s ratom; da poimenično popiše sve žrtve u vezi s ratom i utvrdi okolnosti njihove smrti; da prikupi podatke o mjestima zatvaranja, o osobama koja su protivpravno zatvarana, podvrgavana mučenju i nečovječnom postupanju, kao i da izradi njihov sveobuhvatan popis; da prikupi podatke o sudbini nestalih, kao i da održi javna slušanja žrtva i drugih lica o nedjelima u vezi s ratom. Regionalna komisija je trebala biti neovisna od svojih osnivača i da se financira iz donacija.
Proces oko osnivanja REKOM-a započet je debatom o instrumentima za otkrivanje i kazivanje činjenica o prošlosti u svibnju 2006. godine na I. regionalnom forumu za tranzicijsku pravdu u postjugoslavenskim zemljama, koji je održan u Sarajevu, a koji su organizirali Fond za humanitarno pravo iz Beograda, Istraživačko-dokumentacioni centar iz Sarajeva i Documenta – Centar za suočavanje s prošlošću iz Zagreba. Učesnici, predstavnici oko 300 nevladinih organizacija i udruga obitelji nestalih i žrtava iz postjugoslovenskih zemalja, dali su tom prilikom prednost regionalnom pristupu u suočavanju s prošlošću. U međuvremenu je inicijativa o regionalnom pristupu i kontekstu prerasla u inicijativu za osnivanje Regionalne komisije za utvrđivanje i kazivanje činjenica o ratnim zločinima i drugim teškim povredama ljudskih prava na teritoriju bivše SFRJ od 1. siječnja 1991. do 31. prosinca 2001. godine (REKOM).

### Koalicija za REKOM (2008. – 2019.)
Koalicija za REKOM  (alb.: Koalicioni për KOMRA; boš./ crnog./ slov.: Koalicija za REKOM; eng.: Coalition for RECOM; mak.: Коалицијата за РЕКОМ; srp.: Коалиција за РЕКОМ), punog naziva Koalicija za osnivanje Regionalne komisije za utvrđivanje činjenica o ratnim zločinima i drugim teškim kršenjima ljudskih prava na području nekadašnje SFRJ od 1. siječnja 1991. do 31. prosinca 2001. godine, koalicija je nevladinih organizacija, koja je formirana 28. listopada 2008. godine u Prištini. Nastala je u okviru IV. regionalnog foruma za tranzicijsku pravdu u postjugoslavenskim zemljama, odlukom 100 organizacija iz Bosne i Hercegovine, Hrvatske, Kosova, Srbije i Crne Gore koji su sudjelovali na forumu – nevladinih organizacija koje se bave ljudskim pravima, organizacija mladih, udruga obitelji nestalih i udruga bivših logoraša. Time je Inicijativa za osnivanje REKOM-a postala vlasništvo Koalicije za REKOM, a Fond za humanitarno pravo i Documenta – Centar za suočavanje s prošlošću, preuzeli su ulogu servisa za tehničko-administrativnu podršku konsultativnom procesu. Istraživačko-dokumentacioni centar je poslije Četvrtog regionalnog foruma za tranzicijsku pravdu u postjugoslavenskim zemljama istupio iz Koordinacijskog vijeća i odustao od daljeg angažmana i zastupanja Inicijative o osnivanju REKOM-a. U lipnju 2010. godine, u Koaliciju za REKOM su se uključile nevladine organizacije i udruge žrtava i veterana iz Sjeverne Makedonije, a potom i nevladine organizacije i udruge izbrisanih iz Slovenije. Od tada je Koalicija za REKOM okupila 2.200 nevladinih organizacija koje se bave ljudskim pravima, udruge logoraša, udruge izbjeglica, udruge obitelji nestalih, umjetnika, književnika, pravnika i drugih istaknutih intelektualaca koji zagovaraju ideju da zemlje nastale na teritoriji bivše SFR Jugoslavije formiraju REKOM, čiji je zadatak da utvrdi činjenice o onome što se dogodilo u neposrednoj prošlosti.
Koalicija za REKOM je u periodu od svibnja 2006. do 26. ožujka 2011. godine organizirala sveobuhvatnu društvenu debatu o mandatu REKOM-a. U njoj je sudjelovalo 6.700 predstavnika civilnog društva, uključujući organizacije koje se bave ljudskim pravima, žrtve, obitelji žrtava i nestalih, izbjeglice, branitelje, logoraše, pravnike, umjetnike, književnike, novinare i druge ugledne pojedince. Održano je 128 lokalnih i regionalnih skupova i osam regionalnih foruma za tranzicijsku pravdu u postjugoslavenskim zemljama. Iznijeti stavovi pretočeni su u Prijedlog Statuta REKOM-a, koji je 26. ožujka 2011. godine u Sarajevu usvojila Skupština Koalicije za REKOM.
Nakon konsultativnog procesa, započela je druga faza procesa – institucionalizacija Inicijative za REKOM. Ova faza predstavljala je prijenos Inicijative za REKOM s nivoa civilnog društva na politički nivo. Da bi dobila javnu podršku za osnivanje REKOM-a, Koalicija je u svibnju i lipnju 2011. godine organizirala peticiju za osnivanje REKOM-a, koju je potpisalo 542.660 građana iz svih postjugoslavenskih država. U listopadu iste godine, 145 umjetnika i intelektualaca iz postjugoslavenskih zemalja uputilo je otvoreno pismo, u kojem su zatražili osnivanje REKOM-a. Pismo su, između ostalih, potpisali: Dino Merlin, Mirjana Karanović, Danis Tanović, Slavenka Drakulić, Slavko Goldstein, Jasmila Žbanić i dr. Potom je Koalicija formirala Tim javnih zagovarača i pokrenuta je akcija REKOM za budućnost. Zagovaranje je rezultiralo odlukom predsjednika, odnosno Predsjedništva Bosne i Hercegovine, da imenuju osobne izaslanike za REKOM. Izaslanici su dobili zadatak da analiziraju Statut REKOM-a koji je predložila Koalicija za REKOM i da provjere ustavne i pravne mogućnosti za osnivanje REKOM-a u svakoj pojedinačnoj državi.
Izaslanici za REKOM predali su 28. listopada 2014. godine Koaliciji za REKOM Izmjene Statuta REKOM-a, kao usaglašeni dokument koji predstavlja pravni okvir za osnivanje REKOM-a. Te izmjene je Koalicija za REKOM podržala na Skupštini, 14. studenoga 2014. godine. Međutim, u međuvremenu, održani su izbori u Bosni i Hercegovini i izabrani novi članovi Predsjedništva Bosne i Hercegovine, a u Hrvatskoj je izabrana nova predsjednica, pa se u prvoj polovini 2015. godine Koalicija za REKOM našla u situaciji da iznova traži podršku za osnivanje REKOM-a. Podršku su potvrdili predsjednici Srbije, Crne Gore, Kosova, Sjeverne Makedonije i član Predsjedništva Bosne i Hercegovine iz reda bošnjačkog naroda. Oni su podržali i strategiju Koalicije za REKOM da se pitanje osnivanja REKOM-a razmatra u okviru Berlinskog procesa. Za samo nekoliko dana, u svibnju 2017. godine, 52.919 građana Sarajeva, Banjaluke, Prištine, Zagreba i Beograda potpisalo je peticiju za dogovor lidera postjugoslovenskih zemalja o osnivanju REKOM-a u okviru Berlinskog procesa. U Deklaraciji predsjedavajućeg samitu u Trstu, 12. srpnja 2017. godine, posebno je istaknuta preporuka Foruma civilnog društva za osnivanje REKOM-a, kao zajedničko nastojanje učesnika samita. U vezi sa samitom u Londonu,  koji je održan 10. srpnja 2018. godine, Koalicija za REKOM je pozvala predsjednike vlada Srbije, Crne Gore, Kosova i Sjeverne Makedonije da potpišu Deklaraciju o osnivanju REKOM-a i pozovu preostale postjugoslovenske zemlje da se priključe zajedničkom poslu – izradi popisa ljudskih gubitaka u ratovima koji su nastali raspadom SFR Jugoslavije.
Koalicija je pripremila Deklaraciju za osnivanje REKOM-a, s prijedlogom da je na samitu Berlinskog procesa u Londonu 2018. godine potpišu ministri spoljnih poslova Zapadnog Balkana, očekujući da će se Hrvatska, kao članica EU, naknadno priključiti. Međutim, odluku vlade o potpisivanju Deklaracije donijela je samo Crna Gora, zbog čega je potpisivanje Deklaracije skinuto s dnevnog reda samita Berlinskog procesa 2018. godine.  U okviru priprema za samit Berlinskog procesa 2019. godine, počasni generalni direktor Europske komisije Pierre Mirel je u ime Direktorata EU za politiku susjedstva i pregovore o proširenju posjetio Sarajevo i na sastancima sa savjetnicima članova Predsjedništva Bosne i Hercegovine je informiran da članovi Predsjedništva iz redova bošnjačkog i hrvatskog naroda smatraju da je osnivanje REKOM-a zastarjela inicijativa, da su za Bosnu i Hercegovini prioriteti regionalna stabilnost i sigurnost, i da Republika Srpska ne podržava pomirenje na temelju sudskih činjenica za koje se zalaže Koalicija za REKOM.

### REKOM mreža pomirenja (2019.-)
Suočena s prestankom političke podrške, Skupština Koalicije za REKOM je 15. prosinca 2019. godine, na svom IX. zasjedanju u Zagrebu, donijela odluku o restrukturiranju Inicijative REKOM - preuzimanjem brige za izradu regionalnog popisa žrtava (130.000), povećanjem istraživačkih kapaciteta preko uključivanja društvenih fakulteta iz Hrvatske i Bosne i Hercegovine, i osiguravanjem odgovarajućih financijskih sredstava. Delegati su donijeli odluku o
transformisanju Koalicije za REKOM u REKOM mrežu pomirenja (RMP)  (alb.: KOMRA rrjeti i pajtimit; boš./ crnog./ slov.: REKOM mreža pomirenja; eng.: RECOM Reconciliation Network; mak.: РЕКОМ мрежа за помирување; srp.: РЕКОМ мрежа помирења), koja ima cilj da se popišu ratne žrtve ratova 1990-ih, polazeći od činjenica o žrtvama ratnih zločina koje su utvrdili Haški tribunal i lokalni sudovi i činjenica koje je prikupila Koalicija za REKOM o ratnim žrtvama u Hrvatskoj i na Kosovu.
Tom odlukom je Statut REKOM-a, usaglašen zajedničkim radom izaslanika predsjednika Hrvatske, Srbije, dva člana Predsjedništva Bosne i Hercegovine, Crne Gore, Kosova i Sjeverne Makedonije i eksperata Koalicije za REKOM 2014. godine, prestao da važi i simbolizira političku volju lidera postjugoslovenskih zemalja da zajednički osnuju REKOM. Razlog za rekonstruiranje inicijative je bio što ne postoji podrška Hrvatske za osnivanje REKOM-a, da pomirenje i osnivanje REKOM-a više nisu prioriteti politike članova Predsjedništva Bosne i Hercegovine iz reda bošnjačkog i hrvatskog naroda, da bh. entitet Republika Srpska ne prihvata presude MKSJ kao osnov za utvrđivanje činjenica o žrtvama i da Slovenija smatra da u toj zemlji nema ratnih žrtava, te nema osnova da učestvuje u popisu ratnih žrtava. Na sjednici je odlučeno da umjesto država, REKOM mreža pomirenja preuzima brigu i odgovornost da izradi poimenični popis žrtava ratova nastalih raspadom SFR Jugoslavije.

## Potpora

### Međunarodna zajednica
Pododbor za ljudska prava Europskog parlamenta je na svom zasjedanju 30. rujna 2010. godine u Strasbourgu, dao punu podršku Inicijativi za REKOM. Ravnatelj delegacije za odnose s albanijom, Bosnom i Hercegovinom, Srbijom, Crnom Gorom i Kosovom, Eduard Kukan pozvao je Europski parlament i Europsku komisiju da dugoročno podrže ovu "jedinstvenu inicijativu". Istom prilikom, ravnatelj za Zapadni Balkan u Generalnom direktoratu za proširenje u Europskoj komisiji, Pierre Mirel je rekao, da je REKOM neophodna dopuna sudskim procesima i da se za ovu inicijativu mora dobiti puna podrška vlada i parlamenata. Za predsjednicu Podkomiteta za ljudska prava Europskog parlamenta Heidi Hautulu Inicijativa za REKOM je prva važna inicijativa "koja dolazi odozdo prema nama".
Europski parlament je u rezoluciji usvojenoj 19. siječnja 2011. godine podržao Inicijativu za REKOM, kao inicijativu čiji je proces podizanje svijesti i pomirenja širom Zapadnog Balkana, te tom prilikom pozvao vlasti Srbije i drugih zemalja da pruže podršku toj inicijativi. Parlamentarna skupština je 26. siječnja 2011. godine usvojila izvješće izvjestioca Komiteta za spoljne poslove Vijeća Europe Pietra Marcenaro, koji je u tom izvješću pozvao "sve zemlje u regionu bivše Jugoslavije da učestvuju u osnivanju REKOM-a, neovisno od njihovog statusa, kako bi ta komisija ostvarila funkciju punog pomirenja i priznanja žrtava". Parlamentarna Skupština usvojila je Rezoluciju 1786 (2011.) kojom je posebno istaknuta podrška Inicijativi za REKOM, koja ima za cilj da oda poštovanje i prizna sve žrtve. U svojoj rezoluciji iz 2018. godine Europski parlament ponovio je svoju potporu Inicijativi za REKOM.
Europska komisija je 12. listopada 2011. Inicijativu za REKOM uključila u Strategiju proširenja i izvješća Europske komisije. Zvanična politička podrška Inicijativi za REKOM istaknuta je i u odjeljku 2.3 izvješća o napretku za Bosnu i Hercegovinu, Hrvatsku, Sjevernu Makedoniju, Crnu Goru i Kosovo, gdje se naglašava da svaka od tih zemalja "continues to actively support […] the RECOM initiative". Europska komisija je u izvješću o napretku Srbije za 2013. godinu navela kako nastavlja s podrškom procesu REKOM. U dokumentu Strategija proširenja i ključni izazovi 2013. – 2014., Europska komisija je pozdravila prvi sastanak izaslanika predsjednika država za REKOM.
Dana 15. studenog 2011. Inicijativu za REKOM je podržao i Visoki komesar UN-a za ljudska prava (OHCHR). Pomoćnik Glavnog tajnika UN-a za ljudska prava, Ivan Šimonović, na sastanku s predstavnicima Koalicije za REKOM u sjedištu UN-a u New Yorku, izrazio je neupitnu podršku OHCHR-a Inicijativi za REKOM. Dana 16. studenog 2011. godine Regionalni biro UNDP-a za Europu i Zajednicu neovisnih država je također podržao Inicijativu za REKOM. Tom prilikom je u New Yorku zamjenik ravnatelja ovog biroa Haoliang Xu istakao spremnost UNDP-a da svoje prisustvo u post-jugoslavenskim zemljama koristi za zagovaranje osnivanja REKOM-a.
Dana 19. ožujka 2012. Komesar za ljudska prava Vijeća Europe je u Sarajevu, prilikom predstavljanja izvješća "Poslijeratna pravda i trajni mir u bivšoj Jugoslaviji", Thomas Hammarberg podržao osnivanje REKOM-a. Glavni tužitelj MKSJ Serge Brammertz je prilikom posjete Hrvatskoj 1. travnja 2012. godine pozdravio inicijativu za osnivanje REKOM-a. On je tom prilikom poručio: "Inicijative kao što je REKOM važne su zato što ih potiču nevladine organizacije na razini država, i pripadnici civilnog društva, i one mogu nadopuniti rad Haškog suda i lokalnih sudova". Dana 17. svibnja 2013. šefovi misija OESS-a u Bosni i Hercegovini i Srbiji su podržali osnivanje REKOM-a, te tom prilikom pozvali na nastavak aktivnosti na tranzicijskoj pravdi i pomirenju kako bi se osigurala regionalna stabilnost i prosperitet.

### Vjerske zajednice i crkve
U veljači i ožujku 2013. Inicijativu za REKOM su podržali beogradski nadbiskup Stanislav Hočevar, beogradski rabin Isak Asiel, te beogradski muftija Muhamed ef. Jusufspahić. U svibnju 2013. podrška je stigla i od nadbiskupa vrhbosanskog kardinala Vinka Puljića, kao i paroha Stare srpske pravoslavne crkve u Sarajevu, oca Vanje. U Hrvatskoj su u lipnju iste godine Inicijativu podržali muftija Aziz ef. Hasanović i mitropolit zagrebačko-ljubljanski Jovan Pavlović.

## Aktivnosti

### Kampanje
Koalicija za REKOM započela je u 26. travnja 2011. kampanju prikupljanja milijun potpisa građana iz regiona za podršku osnivanju REKOM-a. Kampanja je trajala do 6. lipnja 2011. godine. Početak kampanje REKOM – Daj potpis! obilježen je 26. travnja u pet minuta do podne, u Beogradu, Zagrebu, Sarajevu, Banjoj Luci, Ljubljani, Prištini, Skoplju i Podgorici. Koalicija za REKOM je u priopćenju navela je da je riječ o najvećoj regionalnoj kampanji nevladinih organizacija na prostoru nekadašnje SFR Jugoslavije.
U kampanji je učestvovao 1.301 volonter, aktivista organizacija mladih i članovi podmlatka nekoliko političkih partija. Oni su prikupljali potpise na 219 štandova u glavnim gradovima i većim mjestima, kao i u akciji "od vrata do vrata". Promoviranju kampanje prisustvovale su i javne ličnosti koje su nakon akcije davale svoj potpis podrške. Za devet tjedana, koliko je trajala kampanja, prikupljeno 542.660 potpisa građana. U Srbiji prikupljeno je 254.539, u  Bosni i Hercegovini 122.540, na Kosovu 100.559, u Hrvatskoj 19.668, u Sloveniji 5.342, u Sjevernoj Makedoniji 10.022, u Crnoj Gori 30.057 potpisa podrške.
Kampanja REKOM za budućnost je održana 22. rujna 2012. godine. Bila je fokusirana na podsjećanje predsjednika ili članova predsjedništva država u regionu na činjenicu da osnivanje REKOM-a zavisi od njihove odluke. Po uzoru na akcije kakve sprovodi Amnesty International, organizirane su akcije slanja razglednica na adrese predsjednika i članova predsjedništva Bosne i Hercegovine, s kratkom porukom podsjećanja na već iskazanu podršku osnivanju REKOM-a, te da je došlo vrijeme za korak dalje. Taj korak je u vrijeme održavanja ove kampanje trebao je da bude pokretanje zvaničnih procedura za ispitivanje pravnih i ustavnih mogućnosti za osnivanje REKOM-a.
U svim glavnim gradovima država regiona organizirana je jednodnevna ulična akcija u okviru koje su svi koji su to željeli, potpisivali REKOM razglednice svojim imenom i prezimenom, a razglednice su potom upućene na adresu određenog predsjednika ili predsjedništva države u regionu.
U Bosni i Hercegovini su 7. i 14 rujna 2013. organizirane ulične akcije, na kojima su pozivani građani da 15. rujna 2013. godine u Sarajevu učestvuju u trci Trčim za REKOM, u okviru Trke zadovoljstva na pet kilometara. U trci Trčim za REKOM učestvovalo je 15 aktivista Koalicije za REKOM iz Srbije i oko 150 učesnika iz Bosne i Hercegovine. Majice s natpisom REKOM nosilo je oko 170 učesnika polumaratona u Sarajevu. Akcija Trčim za REKOM predstavljena je 21. i 28. rujna 2013. godine na Trgu bana Josipa Jelačića u Zagrebu. U trci građana, u okviru manifestacije Zagrebački maraton 13. listopada 2013. godine, oko 100 učesnika je nosilo majice Trčim za REKOM. U Ljubljani i Podgorici akcija Trčim za REKOM se odvijala u okviru lokalnih maratona, 27. listopada 2013. U Podgorici, učenici srednjih škola su trčali u majicama Trčim za REKOM.
Godine 2014. u povodu održavanja X. regionalnog foruma za tranzicionu pravdu u postjugoslovenskim zemljama, koji se te godine održavao u Beogradu, postavljeni su bilbordi s natpisom Podržavam REKOM. Bilbordi su tom prilikom bili postavljeni u Skoplju, Prištini, Banjoj Luci, Sarajevu, Beogradu, Podgorici i Zagrebu u znak podrške osnivanju REKOM-a.
Jednodnevna ulična akcija prikupljanja potpisa je održana u Banjoj Luci 2013. godine. Tom prilikom su prikupljeno 272 potpisa. Ista akcija je održana i u regionu 2015. godine. Godine 2017. je bila ponovo kampanja prikupljanja potpisa za REKOM, opet u cijelom regionu i trajala je od 13. do 24 svibnja, kada je peticiju za dogovor lidera postjugoslovenskih zemalja u okviru Berlinskog procesa o osnivanju REKOM-a potpisalo 52.919 građana. U Srbiji je potpisalo 13.728, u Bosni i Hercegovini 21.664, na Kosovu 11.683, u Hrvatskoj 5.621, dok su peticiju na sajtu Koalicije potpisale 223 osobe.
Sve aktivnosti Koalicije za REKOM su bile zagovarački usmjerene prema državama sljednicama SFRJ da osnuju REKOM.

### Statut REKOM-a
Skupština Koalicije za REKOM usvojila je 27. lipnja 2011. u Sarajevu Prijedlog Statuta REKOM-a, koji su predložili vlastima država u regionu. REKOM je tom prilikom zamišljen kao tijelo s ovlastima vrlo neobičnima za organizaciju koju vode nevladine udruge: osim utvrđivanja činjenica, zamišljeno je da se provode i istraživanja ratnih zločina, saslušavaju osumnjičenici i tužiteljstvima predaju predmeti u postupanje. U međuvremenu, kako su kritike rasle a problemi se multiplicirali, ambicije su prilagođavane realnim mogućnostima. Prijedlog Statuta REKOM-a predstavljen je predsjednicima, odnosno Predsjedništvu Bosne i Hercegovine, svih zemalja nastalih raspadom Jugoslavije, što je bio prvi korak u formalnom približavanju institucijama. Predsjednici, odnosno Predsjedništvo Bosne i Hercegovine, su potom ovlastili svoje izaslanike da ga detaljno prouče i daju svoje primjedbe, da bi na kraju, nakon dugotrajnih pregovora, dobio svoj finalni oblik.
Zadatak REKOM-a je trebao biti, između ostalog, da izradi popis žrtava ratova na prostoru bivše SFR Jugoslavije, u periodu od 1991. do 2001. godine, kao i da omogući javna svjedočenja žrtava ratova. Prema Statutu sjedište REKOM-a je trebalo biti u Sarajevu. Zbog nemogućnosti da države sljednice SFRJ osnuju REKOM, REKOM mreža pomirenja je 2019. stavila izvan snage Statut REKOM-a.

### Dokumentovanje i podrška civilnom društvu
Koalicija za REKOM je osim političkog i javnog zagovaranja, provodila empirijsko istraživanje – popis ratnih žrtava u periodu 1991. – 2001. godine, kao aktivnost podrške mandatu REKOM-a. Godine 2019. REKOM mreža pomirenja je odustala od daljnjeg inzistiranje prema državama sljednicama SFRJ na osnivanju REKOM-a, te je tom prilikom preuzela brigu i odgovornost da sama izradi poimenični popis žrtava ratova nastalih raspadom SFR Jugoslavije.
Do 2019. REKOM mreža pomirenja je postigla značajne rezultate u dokumentovanju ratnih žrtava i mjesta zatočenja: utvrdila je identitet i okolnosti smrti najmanje 7.000 žrtava u ratu na području Hrvatske; dodatno je utvrđen identitet i uzrok smrti još 1.100 ratnih žrtava na području Hrvatske (državljana Srbije i Crne Gore); na Kosovu je iz više izvora registrirano 13.500 ratnih žrtava, te je dokumentovano preko 1.000 mjesta zatočenja na području Bosne i Hercegovine, u kojima je u vrijeme rata više od 100.000 civila bilo zatočeno i izloženo nehumanom postupanju. Istraživačko – dokumentacioni centar je prikupio podatke o 95.940 žrtava u ratu na području Bosne i Hercegovine, koje je uz podršku Fonda za humanitarno pravo, 2012. godine, objavio u 4 toma.
REKOM mreža pomirenja katkad podržava organizacije civilnog društva s područja bivše SFR Jugoslavije, dodjelom malih grantova, za projekte s aktivnostima u podsticanju na pomirenje. Projekti koje podržava Koalicija imaju za cilj jačanje perspektiva za pomirenje u regiji kroz utvrđivanje činjenica o ratnim zločinima, uključivanje civilnog društva i šire javnosti u napore usmjerene ka pomirenju i pamćenju, kao i podršci Inicijativi za REKOM.

## Organizacija
Najviši pravni akt REKOM mreže pomirenja je Statut. REKOM mrežom pomirenja upravlja Skupština članova Mreže. Članovi Skupštine biraju članove Regionalnog savjeta. 
Inicijatori, Fond za humanitarno pravo, Documenta – Centar za suočavanje s prošlošću i Istraživačko-dokumentacioni centar, osnovali su Koordinacijsko vijeće 9. svibnja 2008. godine u Podgorici. Prvi zadatak Vijeća bio je da formira Koaliciju za REKOM, te da na nju prenese upravljanje konsultativnim procesom. Vijeće je imalo zadatak da nadzire sprovođenje odluka Skupštine Koalicije za REKOM. Koordinacijsko vijeće je prestalo da postoji osnivanjem Regionalnog savjeta. Na VII. sjednici Skupštine Koalicije za REKOM koja se održala 2014. u Beogradu, na prijedlog članova Skupštine, formiran je Regionalni savjet koji danas pruža tehničku i stručnu podršku, a čine ga organizacije civilnog društva koje učestvuju u REKOM-u. Svaka država ima po jednog predstavnika u Regionalnom savjetu, a savjet je također odgovoran za sprovođenje zaključaka Skupštine Koalicije za REKOM. Na čelu Regionalnog savjeta nalazi se koordinator Koalicije za REKOM. Godine 2019. došlo je do rekonstruiranja Koalicije za REKOM, pa je tom prilikom prominjeno ime u REKOM mreža pomirenja. 

### Sastavi Regionalnog savjeta
Regionalni savjet je najviši rukovodeći organ u REKOM mreži pomirenja između dvije Skupštine. Čini ga sedam predstavnika organizacija civilnog društva iz država nastalih raspadom SFRJ. Njegov sastav, izbor članova, način odlučivanja i nadležnosti uređeni su Statutom. Za svoj je rad odgovara Skupštini REKOM mreže pomirenja. Članovi Regionalnog savjeta u javnosti predstavljaju REKOM mrežu pomirenja.
| Regionalni savjet 2014. – 2018.    |                      |                |                |                |                |
| Država                             | Ime i prezime        | Organizacija   | Mandat         | Mandat započeo | Mandat završio |
| Bosna i Hercegovina                | Dženana Karup Druško | TPOS BiH       | član           | 2014.          | 2019.          |
| Crna Gora                          | Daliborka Uljarević  | CGO            | član           | 2014.          | 2018.          |
| Hrvatska                           | Vesna Teršelič       | Documenta      | član           | 2014.          | 2018.          |
| Kosovo                             | Bekim Blakaj         | FHP Kosovo     | član           | 2014.          | 2018.          |
| Sjeverna Makedonija                | Mile Aleksoski       | CRPM           | član           | 2014.          | 2018.          |
| Srbija                             | Nataša Kandić        | FHP            | koordinatorica | 2014.          | 2018.          |
| Slovenija                          | Svetlana Slapšak     | SKC Danilo Kiš | član           | 2014.          | 2018.          |
| Regionalni savjet 2018.-trenutačno |                      |                |                |                |                |
| Bosna i Hercegovina                | Edvin Kanka Ćudić    | UDIK           | član           | 2019.          | Trenutačno     |
| Crna Gora                          | Daliborka Uljarević  | CGO            | član           | 2018.          | Trenutačno     |
| Hrvatska                           | Vesna Teršelič       | Documenta      | član           | 2018.          | Trenutačno     |
| Kosovo                             | Bekim Blakaj         | FHP Kosovo     | član           | 2018.          | Trenutačno     |
| Sjeverna Makedonija                | Mile Aleksoski       | CRPM           | član           | 2018.          | Trenutačno     |
| Srbija                             | Nataša Kandić        | FHP            | koordinatorica | 2018.          | Trenutačno     |
| Slovenija                          | Svetlana Slapšak     | SKC Danilo Kiš | član           | 2018.          | Trenutačno     |

### Sastav Tima javnih zagovarača
Za političko zagovaranje su nadležni javni zagovarači, koji svojim javnim i aktivnim angažovanjem u društvu i kod političara u svojim državama zagovaraju i iniciraju potporu osnivanju REKOM-a. Njihov zadatak je bio da pripreme transfer Inicijative za REKOM s civilnog na politički nivo.
| Tim javnih zagovarača 2011.-trenutačno |                      |               |                |                |
| Država                                 | Ime i prezime        | Zanimanje     | Mandat započeo | Mandat završio |
| Bosna i Hercegovina                    | Dino Mustafić        | redatelj      | 2011.          | Trenutačno     |
| Bosna i Hercegovina                    | Zdravko Grebo        | pravnik       | 2011.          | 2019.          |
| Bosna i Hercegovina                    | Dženana Karup Druško | novinarka     | 2012.          | 2019.          |
| Crna Gora                              | Dragoljub Vuković    | novinar       | 2011.          | Trenutačno     |
| Hrvatska                               | Žarko Puhovski       | filozof       | 2011.          | Trenutačno     |
| Kosovo                                 | Adriatik Kelmendi    | novinar       | 2011.          | Trenutačno     |
| Sjeverna Makedonija                    | Biljana Vankovska    | politologinja | 2011.          | Trenutačno     |
| Srbija                                 | Nataša Kandić        | sociologinja  | 2011.          | Trenutačno     |
| Srbija                                 | Dinko Gruhonjić      | novinar       | 2011.          | Trenutačno     |
| Slovenija                              | Igor Mekina          | novinar       | 2011.          | Trenutačno     |

### Regionalni forumi i skupštine
Regionalni forumi tranzicione pravde u postjugoslavenskim zemljama su platforme za diskusiju o aktualnim temama, izazovima, problemima i aspektima bitnim za tranzicijsku pravdu u postjugoslavenskom prostoru. Svakom forumu prisustvuje nekoliko stotina aktivista iz regiona. U okviru foruma, redovno se sastaje se i Skupština REKOM mreže pomirenja.
| Regionalni forumi tranzicione pravde u postjugoslavenskim zemljama i skupštine Koalicije za REKOM    |                  |                        |                                    |                           |
| Država                                                                                               | Mjesto           | Forum                  | Skupština                          | Datum                     |
| Bosna i Hercegovina                                                                                  | Sarajevo         | I. regionalni forum    | -                                  | 5. – 6. svibnja 2006.     |
| Hrvatska                                                                                             | Zagreb           | II. regionalni forum   | -                                  | 8. – 9. veljača 2007.     |
| Srbija                                                                                               | Beograd          | III. regionalni forum  | -                                  | 11. – 12. veljača 2008.   |
| Kosovo                                                                                               | Priština         | IV. regionalni forum   | I. skupština (Osnivačka skupština) | 28. – 29. listopad 2008.  |
| Crna Gora                                                                                            | Budva            | V. regionalni forum    | II. skupština                      | 29. – 30. svibanj 2009.   |
| Srbija                                                                                               | Novi Sad         | VI. regionalni forum   | III. skupština                     | 20. – 21. ožujak 2010.    |
| Hrvatska                                                                                             | Zagreb           | VII. regionalni forum  | IV. skupština                      | 16. – 17. listopada 2010. |
| Bosna i Hercegovina                                                                                  | Sarajevo         | VIII. regionalni forum | V. skupština                       | 27. lipnja 2011.          |
| Bosna i Hercegovina                                                                                  | Istočno Sarajevo | IX. regionalni forum   | VI. skupština                      | 17. – 18. svibnja 2013.   |
| Srbija                                                                                               | Beograd          | X. regionalni forum    | VII. skupština                     | 14-16. studenoga 2014.    |
| Bosna i Hercegovina                                                                                  | Sarajevo         | XI. regionalni forum   | VIII. skupština                    | 29. – 30. siječnja 2018.  |
| Regionalni forumi tranzicione pravde u postjugoslavenskim zemljama i skupštine REKOM mreže pomirenja |                  |                        |                                    |                           |
| Hrvatska                                                                                             | Zagreb           | XII. regionalni forum  | IX. skupština                      | 15. – 16. prosinca 2019.  |
| Srbija                                                                                               | Online1          | XIII. regionalni forum | -                                  | 21. – 22. prosinca 2020.  |
| Srbija                                                                                               | Beograd          | XIV. regionalni forum  | -                                  | 17. – 18. prosinca 2021.  |
| Hrvatska                                                                                             | Zagreb           | XV. regionalni forum   | -                                  | 12. – 14. prosinca 2022.  |
| Kosovo                                                                                               | Priština         | XVI. regionalni forum  | -                                  | 27. – 28. srpnja 2024.    |
| 1Regionalni forum se održao videokonferencijom zbog pandemije koronavirusa                           |                  |                        |                                    |                           |

### Istaknuti članovi
REKOM mreža pomirenja predstavlja najveću mrežu nevladinih organizacija i pojedinaca na području republika nekadašnje SFRJ. Članstvo u ovoj mreži čine ljudi različitih profesija, zanimanja, političkih i seksualnih opredjeljanja. Pored članova koji djeluju kroz strukture mreže, u ostale istaknutije članove spadaju: Borka Rudić, Goran Bubalo, Srđan Dvornik, Branislav Radulović, Nedim Sejdinović, Drago Pilsel, Hazim Begagić, Nela Pamuković, Staša Zajović, Zoran Pusić, Slobodan Popović,  Mario Mažić, Damir Imamović, Đorđe Subotić, Norbert Šinković, Željko Stanetić, Jelena Milić, Šeki Radončić, Veseljko Koprivica, Tanja Topić, Jovan Divjak, Vjeran Pavlaković, Svetlana Cenić, Emir Kapetanović, Srđan Puhalo, Predrag Kojović, Mirjana Kučer, Goran Miletić, Nora Ahmetaj i Sandra Orlović.

## Kritika
Prvi tekst o Inicijativi o osnivanju REKOM-a objavio je Radio Slobodna Europa 29. listopada 2007. godine. Od tada, do kraja kolovoza 2011. godine u medijima, tiskanim i elektronskim, objavljeno je preko 600 priloga. To se prije svega odnosi na reagiranja zagovornika osnivanja REKOM-a, zatim polemički osvrti na Inicijativu, intervjui s ličnostima koje podržavaju ili se suprotstavljaju ideji o REKOM-u, autorski tekstovi o REKOM-u, televizijske i emisije na radiju o Inicijativi, te prilozi usmjereni protiv Inicijative.
Kad je riječ o kritikama na račun Inicijative za REKOM, onda treba istaći da je predsjednik Saveza logoraša u bh. entitetu Republika Srpska Branislav Dukić pozivao sve srpske logoraše i građane da se ne odazivaju na pozive za prikupljanje potpisa za osnivanje REKOM-a, jer je "srpskim patriotama dobro poznato da direktorica Fonda za humanitarno pravo, Nataša Kandić, koja je najveći srbomrzac, stoji iza tog projekta čiji je cilj da se umanje srpske žrtve u proteklom "Obrambeno-otadžbinskom ratu" (Rat u BiH), Srbi proglase jedinim krivcima za rat, a (Republika) Srpska genocidnom tvorevinom". Na sličan način je i rukovoditelj Tima za koordinaciju aktivnosti istraživanja ratnih zločina i traženja nestalih osoba Republike Srpske Staša Košarac pozvao građane na bojkot potpisivanja peticije za osnivanje REKOM-a, "najnovije podvale direktora beogradskog Fonda za humanitarno pravo Nataše Kandić" koja, prema Košarcu, po svaku cijenu želi "do kraja provesti projekt satanizacije Srba" na prostoru bivše SFR Jugoslavije. I Organizacija obitelji zarobljenih i poginulih boraca i nestalih civila bh. entiteta Republika Srpska pozvala je svoje članove da se ne odazivaju na pozive za prikupljanje milijun potpisa za osnivanje REKOM-a, jer se po njihovom mišljenju "radi o smišljenoj akciji kojom bi se ponovo srpski narod doveo u nezavidan položaj, jer nije poštovano sve što se trebalo poštivati u pomirenju svih naroda s ovih prostora, ili je bar u načelu bačeno pod tepih". 
U hrvatskim medijima je popularna teza da je cilj REKOM-a "ravnoteža krivnje" kao dio projekta "jugosfere", dok mediji od REKOM-a traže da se utvrdi tko je "agresor", a u odsustvu zahtjeva o određivanju "agresora" neki vide "cilj REKOM-a". Na sličan način Večernji list u razgovoru s Antom Nazorom, ravnateljem Hrvatskog memorijalno-dokumentacijskog centra Domovinskog rata, prenosi tvrdnje da većina hrvatskih branitelja ne podržava REKOM, jer za to postoje hrvatske institucije koje rade isti posao. Po njemu, treba se prvo utvrditi tko je uzrokovao rat odnosno započeo agresiju u kojoj su potom učinjeni zločini, što je zahtjev kojega u Srbiji ponavlja Sonja Biserko, koja smatra da države najprije trebaju osnovati nacionalne komisije, a samu ideju o REKOM-u vidi kao nametnutu izvana. Identične teze se pojavljuju i u zagrebačkom Globusu koji je osumnjičio Natašu Kandić i Vesnu Teršelič za "antiratno profiterstvo" i optužio ih da žele formirati "privatni Haški sud", odnosno da projektom REKOM-a žele dobiti Nobelovu nagradu za mir.
Iako je kampanja prikupljanja potpisa na Kosovu bila iznimno uspješna, i na Kosovu su se čule neke primjedbe protiv REKOM-a. Koordinacija udruga obitelji nestalih izdala je priopćenje u kome piše da se "protivi kampanji prikupljanja potpisa u nekim gradovima Republike Kosova i regije koju je inicirao Fond za humanitarno pravo. Prigovor se sastojao u tvrdnji "da kao i prije, sluge Beograda manipuliraju građanima, a naročito članovima obitelji nestalih navodeći lažno da ovu Inicijativu podržavaju najviše Albanci s Kosova, naročito članovi obitelji žrtava zadnjeg konflikta na Kosovu".

### Istupanja
Od osnivanja Koalicije u listopadu 2008., šest nevladinih organizacija istupilo je iz Koalicije za REKOM: Istraživačko-dokumentacioni centar iz Sarajeva, Medijski projekat Buka iz Banjaluke, Helsinški odbor za ljudska prava u Republici Srpskoj iz Bijeljine, Helsinški odbor za ljudska prava u Srbiji iz Beograda, Udruga Prijedorčanki Izvor iz Prijedora i Forum građana Tuzle iz Tuzle. Razlozi za istupanje su bili najčešće materijalne prirode, a u pojedinim slučajevima i neslaganje s politikom Koalicije za REKOM.

### Skandali
Godine 2010. u Sarajevu je održan skup Koalicije za REKOM gdje se razgovaralo se o ulozi vjerskih zajednica i crkava u vraćanju povjerenja među zajednicama, kao i izražavanju spremnosti da vjerske zajednice daju svoj doprinos u utvrđivanju činjenica o ratu na prostorima biše Jugoslavije. Za vrijeme održavanja sastanka, prisustvo crnogorskog mitropolita iritiralo je predstavnika Srpske pravoslavne crkve koji je ultimativno tražio da crnogorski mitropolit napusti sastanak Koalicije za REKOM. S predstavnikom SPC-a složio se predstavnik Katoličke Crkve. Potom je Nataša Kandić, zbog prosvjeda Srpske pravoslavne crkve i Katoličke crkve, sa sastanka udaljila mitropolita Crnogorske pravoslavne crkve Mihaila, koga je upravo Koalicija za REKOM pozvala na savjetovanje i razgovor. Koalicija za REKOM je nakon toga uputila ispriku mitropolitu Crnogorske pravoslavne crkve Mihailu zbog udaljavanja sa skupa u Sarajevu.

## Podrška
Inicijativu za REKOM financijski podržavaju: Europska unija, National Endowment for Democracy (NED), Rockefeller Brothers Fund (RBF),  Civil Rights Defenders (CRD), Norveško ministarstvo vanjskih poslova, Švicarska konfederacija i Comité catholique contre la faim et pour le développement (CCFD-Terre Solidaire).

## Vanjske poveznice
- Inicijativa za REKOM